# アンドリー・コワルチュク
アンドリー・トロヒモビッチ・コワルチュク (ウクライナ語: Ковальчук Андрій Трохимович) は、ウクライナの軍人。ウクライナ英雄。

## 経歴
ドンバス戦争発生時には第80独立空中強襲旅団参謀長を務めていた。2014年8月、第80独立空中強襲旅団長に任命された。
2016年10月14日、少将の階級を授与された。
2018年、ウクライナ国防大学校で行政学修士号を取得。 同年6月、伝統的にウクライナ国防大学の優秀な卒業生に授与されてきた英国エリザベス2世の剣を英国大使館駐在武官より授与された。
2019年5月より、統合軍事作戦第一副司令官兼参謀長の職を務めた。
2021年8月9日、ウクライナ陸軍南部作戦管区司令官に任命された。
2024年4月9日、コバルチュクは南部作戦管区司令官を解任され、ヘナンジー・シャポバロフ准将が後任となった。
2024年4月12日、オデッサ陸軍士官学校長に就任したことが発表された。

## 栄典
- ウクライナ英雄 - 2016年8月23日[1]
- 戦闘功績十字章（ウクライナ語版） - 2022年7月27日[11]
- ボフダン・フメリニツキー2等勲章（ウクライナ語版） - 2015年10月10日[12]
- ボフダン・フメリニツキー3等勲章（ウクライナ語版） - 2014年7月19日[13]
- ダニーロ・ハリツキー勲章（ウクライナ語版） - 2022年5月2日[14]
- リュベシウ地区名誉市民 - 2017年6月20日[15]
- ウクライナ国防大学校の優秀な卒業生に授与されてきた英国エリザベス2世の剣[5]